# Giovanni da Dukla
Giovanni da Dukla (Dukla, 1414 – Leopoli, 29 settembre 1484) fu un religioso e sacerdote polacco; è venerato come santo dalla Chiesa cattolica.

## Biografia
Nato fra i monti Carpazi, entrò nell'Ordine dei Frati Minori Conventuali e, una volta terminati gli studi, diventò sacerdote. In seguito divenne superiore a Leopoli e successivamente responsabile la custodia dei vari conventi di quella provincia. 
All'inizio della sua vita viveva nel convento dei Francescani Conventuali, per poi finire in un altro convento, quello della riforma degli Osservanti (chiamati in Polonia Bernardini in onore di Bernardino da Siena, dove spirò.
Con l'età patì diversi malanni, fra cui la cecità, ma continuava a creare e raccontare le sue prediche grazie anche all'aiuto dei giovani preti. È ricordato dalla Chiesa cattolica il 29 settembre. 

## Culto
Molte grazie si sono avute grazie al suo intervento, nel 1615 si diede inizio al processo di beatificazione, durato fino all'anno 1733, dove la Santa Sede affermava l'intento, ma venne canonizzato solo nel 1997, da papa Giovanni Paolo II. Nell'occasione il Papa il 9 giugno 1997 fece un discorso davanti alla tomba del santo.
Nel 1739 papa Clemente XII dichiarò Giovanni da Dukla il protettore della Lituania e della Polonia.